# Estádio 20 de Octubre
O Estádio 20 de Octubre é um estádio multiuso localizado em Tristán Suárez, localidade no município de Ezeiza, na província de Buenos Aires, Argentina. A praça esportiva, usada principalmente para o futebol, pertence ao Tristán Suárez, e tem capacidade para cerca de 15.000 espectadores. Foi inaugurado em 24 de maio de 1964.

## Informações gerais
| Nome oficial     | 20 de Octubre        |
| Apelido          | —                    |
| Nomes anteriores | —                    |
| Endereço         | Ruas Moreno e Fariña |
| Localidade       | Tristán Suárez       |
| Partido          | Ezeiza               |
| Província        | Buenos Aires         |
| Inauguração      | 24 de maio de 1964   |
| Capacidade       | 15 000 espectadores  |
| Proprietário     | Tristán Suárez       |

## História

### Inauguração
Em 24 de dezembro de 1963, foi confirmada a afiliação do Tristán Suárez à Associação do Futebol Argentino (AFA). A inauguração oficial do estádio do Tristán Suárez em competições da AFA aconteceu em 24 de maio de 1964, em jogo válido pela quarta rodada da División de Aficionado, quarta divisão do Campeonato Argentino de Futebol, contra o General Mitre de Sarandí, ocasião que recebeu uma sonoro goleada por 9–1.

### Origem do nome
O estádio foi batizado oficialmente em 2002, quando ficou estabelecido o nome "20 de Octubre", por ser a data de fundação do muncípio de Ezeiza (20 de outubro de 1994).